# Poligeenan
Poligeenan (synonym degradiertes Carrageenan, dCGN) ist ein teilweise hydrolysiertes Carrageen aus Rotalgen der Familie Rhodophyceae.

## Eigenschaften
Poligeenan (CAS No. 53973-98-1) ist eine Mischung von Polysacchariden unterschiedlicher Länge, die niedrigviskos in wässrigen Lösungen sind und eine hohe Anzahl an Sulfatgruppen aufweisen, die als Chelatoren wirken. Das enthaltene degradierte k-Carrageenan weist zytotoxische Effekte auf, das undegradierte dagegen nicht. Das degradierte Carrageenan von etwa 40 kDa ist toxischer als das von 10 kDa. Poligeenan ist als mögliches Karzinogen der Stufe 2B (möglicherweise karzinogen in Menschen) eingestuft.

## Herstellung
Poligeenan wird durch saure Hydrolyse über bis zu sechs Stunden bei einem pH-Wert von eins und Temperaturen von etwa 90 °C aus Carrageenan, einem sulfatierten Polygalactan, erzeugt. Die Hydrolyse wird bis zu einer durchschnittlichen Molmasse von 10 bis 20 kDa durchgeführt.

## Anwendung
Poligeenan wird als viskoser Chelator für Bariumsulfat-Suspensionen verwendet, die zur Röntgendiagnostik des Schluckvorgangs verwendet werden. Die Viskosität erleichtert das Schlucken der Suspension und verzögert das Ausfallen der Bariumsulfatpartikel aus der Suspension.